# 봉화시

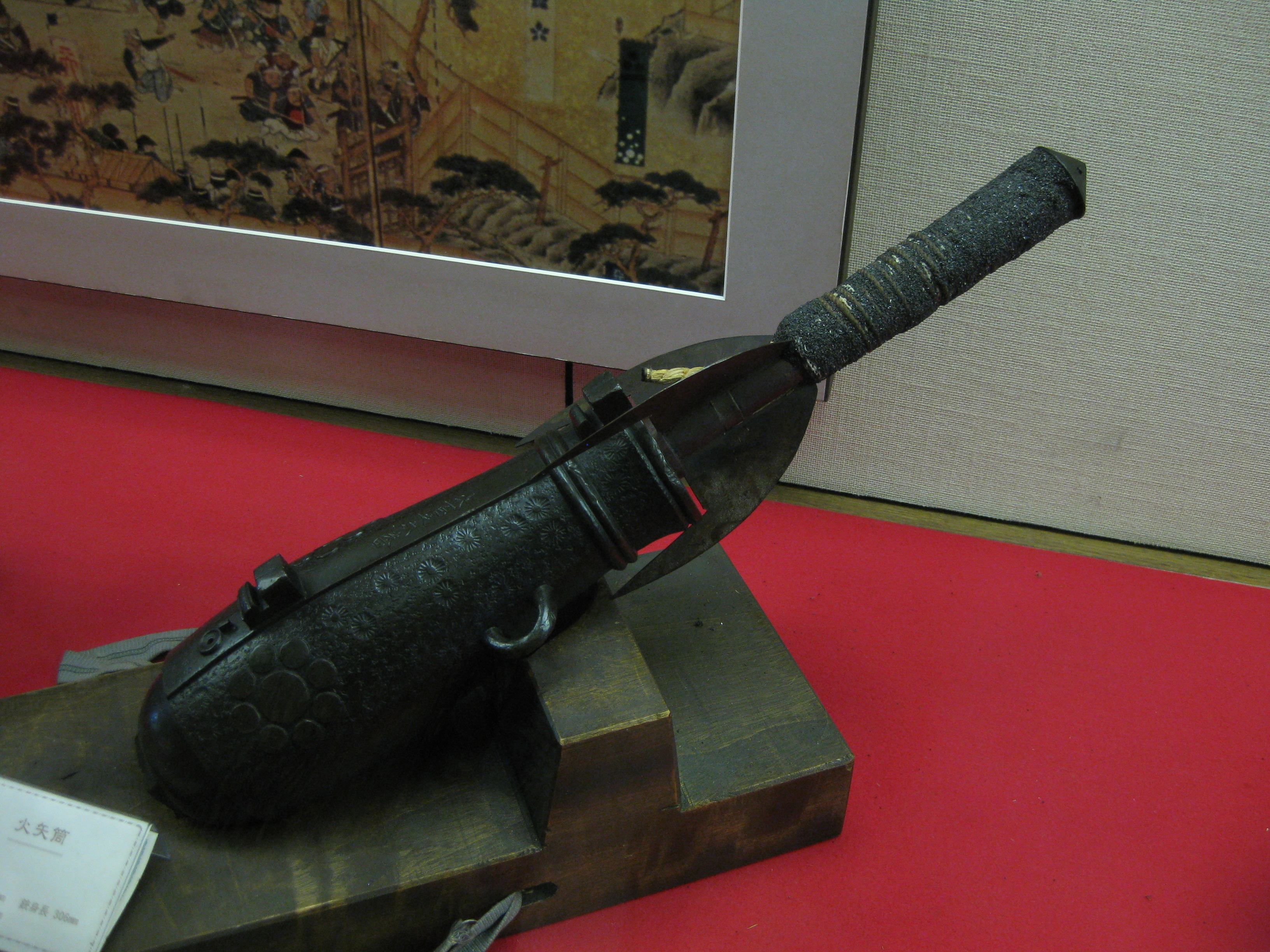
구마모토성에 전시된 봉화시를 장전한 포대통.

봉화시(일본어: 棒火矢 보우히야[*])는 전근대 일본에서 사용된 화약을 이용한 무기이다.
센고쿠 시대에 요리도구의 일종인 배락 또는 이와 비슷한 도자기에 화약을 채우고 도화선에 불을 붙여 적에게 던지는 수류탄 개념의 무기가 등장했는데, 그것이 바로 배락화시(일본어: 焙烙火矢 호우로쿠햐[*])라고 부르는 물건이다. 손으로 직접 던지거나 무릿매를 사용해 적병의 살상을 주목적으로 하였다. 또한 부수적으로 주위의 목재에 인화를 일으킬 수도 있었다. 현대의 소이탄과 비슷한 무기지만 화약의 폭발력과 화약을 담은 도자기 파편으로 인마살상을 하는 것이 주목적이었지, 불꽃 공격은 위력이 낮았던 것 같다. 무라카미 수군, 모리 수군, 노미 수군, 코다마 수군, 세토우치 수군 등이 주로 사용했다. 이름은 "화시"지만 실상은 동그란 도자기에 폭약을 담은 것이라 전혀 불화살처럼 생기지 않았다. 그래서 달리 배락옥(일본어: 焙烙玉 호우로쿠타마[*])이라고 부르기도 했다.
봉화시는 배락화시의 발전형으로서, 화약을 담는 용기를 구형이 아닌 로켓 모양을 사용하고, 손으로 던지는 대신 대통(큰 규격의 화승총)에 장전해 발사했다. 코가류 닌자의 고문서 『독약지방』(毒薬之方; 17세기 물건)에 따르면 봉화시에 독을 발라 성곽 너머로 발사한다는 항목이 있고, 그 사정거리가 30정(약 3 km)에 달한다고 적혀 있다(화약량을 조절하거나 바람에 따라 비거리는 변화한다). 봉화시의 등장은 대포의 성능이 향상될 때까지 비거리를 비약적으로 발전시켰다.
그러나 봉화시가 탄생한 것은 게이초 연간으로서, 이미 센고쿠 시대가 종료되고 아즈치·모모야마 시대의 중반에 들어설 때였다. 때문에 봉화시가 실전 무기로서 얼마나 효과가 있었는지는 미지수이다.

## 참고 사항
- 일본의 군사사
- 비격진천뢰